# Brian Hall (játékvezető)
Brian Hall (Kalifornia, 1961. június 5. –) amerikai nemzetközi labdarúgó-játékvezető.

## Pályafutása

### Nemzeti játékvezetés
A játékvezetésből 1975-ben vizsgázott. Lakókörzetének labdarúgó-szövetség által üzemeltetett labdarúgó bajnokságokban kezdte sportszolgálatát. A Kaliforniai Labdarúgó-szövetség javaslatára, az Amerikai Labdarúgó-szövetség (USSF) Játékvezető Bizottságának (JB) minősítésével országos játékvezető. Küldési gyakorlat szerint rendszeres partbírói, majd (1993-tól) 4. bírói szolgálatot is végzett. Több idényben 2003-ban, majd 2005–2007 között az Major League Soccer (MLS) hivatásos játékvezetője. A nemzeti játékvezetéstől 2007-ben visszavonult. Major League mérkőzéseinek száma: 154.

### Nemzetközi játékvezetés
Az Amerikai labdarúgó-szövetség JB  terjesztette fel nemzetközi játékvezetőnek, a Nemzetközi Labdarúgó-szövetség (FIFA) 1992-től tartotta nyilván bírói keretében. A FIFA JB központi nyelvei közül az angolt beszéli. Több nemzetek közötti válogatott és klubmérkőzést vezetett, vagy működő társának partbíróként, majd 4. bíróként segített. Az amerikai nemzetközi játékvezetők rangsorában, a világbajnokság sorrendjében többedmagával a 2. helyet foglalja el 2 találkozó szolgálatával.
A nemzetközi játékvezetéstől 2006-ban búcsúzott.

#### Labdarúgó-világbajnokság
Az 1993-as U17-es labdarúgó-világbajnokságon a FIFA JB hivatalnoki feladattal látta el.
| Időpont             | Helyszín                 | Mérkőzés típusa              | Mérkőzés   | Eredmény | Nézők száma |
| ------------------- | ------------------------ | ---------------------------- | ---------- | -------- | ----------- |
| 1993. augusztus 22. | Városi Stadion, Hirosima | csoportmérkőzés (D. csoport) | Chile–Kína | 2 – 2    | 1 608       |

---
Az 1994-es labdarúgó-világbajnokságon, a 2002-es labdarúgó-világbajnokságon és a 2006-os labdarúgó-világbajnokságon a FIFA JB bíróként alkalmazta. Selejtező mérkőzéseket a CONCACAF és az AFC zónákban vezetett. Világbajnokságon vezetett mérkőzéseinek száma: 2.

##### 1994-es labdarúgó-világbajnokság
| Időpont            | Helyszín                           | Mérkőzés típusa           | Mérkőzés                                         | Eredmény |
| ------------------ | ---------------------------------- | ------------------------- | ------------------------------------------------ | -------- |
| 1992. december 13. | Ricardo Saprissa Stadion, San José | előselejtező (A. csoport) | Costa Rica–Saint Vincent és a Grenadine-szigetek | 5 – 0    |

##### 2002-es labdarúgó-világbajnokság

###### Selejtező mérkőzés
| Időpont           | Helyszín                              | Mérkőzés típusa                     | Mérkőzés              | Eredmény | Nézők száma |
| ----------------- | ------------------------------------- | ----------------------------------- | --------------------- | -------- | ----------- |
| 2000. július 16.  | Rommel Fernández Stadion, Panamaváros | előselejtező (2. kör,- 1. csoport)  | Panama–Mexikó         | 0 – 1    | 21 000      |
| 2000. június 17.  | Sylvio Cator Stadion, Port-au-Prince  | előselejtező (3. kör,- 2. mérkőzés) | Haiti–Honduras        | 1 – 3    | 4 000       |
| 2001. október 21. | Prince Faisal Stadion, Rijád          | előselejtező (2. kör,- 1. csoport)  | Szaúd-Arábia–Thaiföld | 4 – 1    | 27 000      |

###### Világbajnoki mérkőzés
| Időpont          | Helyszín                 | Mérkőzés típusa              | Mérkőzés            | Eredmény | Nézők száma |
| ---------------- | ------------------------ | ---------------------------- | ------------------- | -------- | ----------- |
| 2002. június 3.  | Városi Stadion, Szapporo | csoportmérkőzés (G. csoport) | Olaszország–Ecuador | 2 – 0    | 31 081      |
| 2002. június 12. | Városi Stadion, Oszaka   | csoportmérkőzés (F. csoport) | Nigéria–Anglia      | 0 – 0    | 44 864      |

##### 2006-os labdarúgó-világbajnokság
| Időpont             | Helyszín                             | Mérkőzés típusa | Mérkőzés                                                          | Eredmény | Nézők száma |
| ------------------- | ------------------------------------ | --------------- | ----------------------------------------------------------------- | -------- | ----------- |
| 2005. június 4.     | Mateo Flores Stadion, Guatemalaváros | döntő csoport   | Guatemala–Mexikói labdarúgó-válogatott                            | 0 – 2    | 19 000      |
| 2005. szeptember 7. | Azteca Stadion, Mexikóváros          | döntő csoport   | Mexikói labdarúgó-válogatott–Panamai labdarúgó-válogatott         | 5 – 0    | 40 000      |
| 2005. október 12.   | Mateo Flores Stadion, Guatemalaváros | döntő csoport   | Guatemalai labdarúgó-válogatott–Costa Rica-i labdarúgó-válogatott | 3 – 1    | 23 912      |

#### CONCACAF-aranykupa
A 2000-es CONCACAF-aranykupa, a 2002-es CONCACAF-aranykupa, valamint a 2005-ös CONCACAF-aranykupa labdarúgó tornán a CONCACAF JB hivatalnokként foglalkoztatta.

##### 2000-es CONCACAF-aranykupa
| Időpont           | Helyszín                    | Mérkőzés típusa              | Mérkőzés         | Eredmény | Nézők száma |
| ----------------- | --------------------------- | ---------------------------- | ---------------- | -------- | ----------- |
| 2000. február 15. | Qualcomm Stadion, San Diego | csoportmérkőzés (D. csoport) | Dél-Korea–Kanada | 0 – 0    | 23 621      |

##### 2002-es CONCACAF-aranykupa
| Időpont          | Helyszín                   | Mérkőzés típusa              | Mérkőzés                                                   | Eredmény | Nézők száma |
| ---------------- | -------------------------- | ---------------------------- | ---------------------------------------------------------- | -------- | ----------- |
| 2002. január 20. | Orange Bowl Stadion, Miami | csoportmérkőzés (C. csoport) | Costa Rica-i labdarúgó-válogatott–Trinidad és Tobago       | 1 – 1    | 12 253      |
| 2002. január 22. | Orange Bowl Stadion, Miami | csoportmérkőzés (D. csoport) | Ecuadori labdarúgó-válogatott–Kanadai labdarúgó-válogatott | 2 – 0    | 3 827       |

##### 2005-ös CONCACAF-aranykupa
| Időpont         | Helyszín                          | Mérkőzés típusa              | Mérkőzés                                | Eredmény | Nézők száma |
| --------------- | --------------------------------- | ---------------------------- | --------------------------------------- | -------- | ----------- |
| 2005. július 8. | Home Depot Center Stadion, Carson | csoportmérkőzés (C. csoport) | Guatemalai labdarúgó-válogatott–Jamaica | 3 – 4    | 27 000      |

#### Ázsia-kupa
A 2000-es Ázsia-kupán az AFC JB bíróként alkalmazta.
| Időpont           | Helyszín                    | Mérkőzés típusa              | Mérkőzés                                                        | Eredmény | Nézők száma |
| ----------------- | --------------------------- | ---------------------------- | --------------------------------------------------------------- | -------- | ----------- |
| 2000. október 16. | Nemzetközi Stadion, Tripoli | csoportmérkőzés (B. csoport) | Dél-koreai labdarúgó-válogatott–Kuvait                          | 0 – 1    | 5 000       |
| 2000. október 24. | Sportvárosi Stadion, Bejrút | egyik negyeddöntő            | Kuvaiti labdarúgó-válogatott–Szaúd-arábiai labdarúgó-válogatott | 2 – 3    | 5 000       |

#### Konföderációs kupa
Az 1999-es konföderációs kupa tornán a FIFA JB bíróként alkalmazta.
| Időpont           | Helyszín                  | Mérkőzés típusa              | Mérkőzés                                   | Eredmény | Nézők száma |
| ----------------- | ------------------------- | ---------------------------- | ------------------------------------------ | -------- | ----------- |
| 1967. október 28. | AztékStadion, Mexikóváros | csoportmérkőzés (A. csoport) | Szaúd-arábiai labdarúgó-válogatott–Bolívia | 0 – 0    | 65 000      |

#### Amerika Kupa
| Időpont         | Helyszín                    | Mérkőzés típusa | Mérkőzés                                | Eredmény | Nézők száma |
| --------------- | --------------------------- | --------------- | --------------------------------------- | -------- | ----------- |
| 2000. június 7. | Cotton Bowl Stadion, Dallas | csoportmérkőzés | Mexikói labdarúgó-válogatott–Dél-Afrika | 4 – 2    | 27 815      |

#### Nemzetközi kupamérkőzések
Vezetett kupadöntők száma: 2.

##### CONCACAF-bajnokok ligája
| Időpont           | Helyszín                           | Mérkőzés típusa     | Mérkőzés                                     | Eredmény | Nézők száma |
| ----------------- | ---------------------------------- | ------------------- | -------------------------------------------- | -------- | ----------- |
| 2005. május 4.    | Ricardo Saprissa Stadion, San José | döntő első mérkőzés | Deportivo Saprissa (Costa Rica-i)–Pumas UNAM | 2 – 0    | 20 000      |
| 2006. április 19. | Azték Stadion, Mexikóváros         | döntő 2. mérkőzés   | Club América–Deportivo Toluca                | 2 – 1    | 35 920      |